# Arquitecte
L'arquitecte és el professional que s'encarrega de projectar edificacions o espais urbans, i vetllar a l'execució fins a la fi de l'obra. L'arquitecte –o un equip sota la seva direcció– interpreta les necessitats i desitjos del client i les plasma en adequats plànols i llibres d'especificacions. L'arquitectura és una disciplina alhora tècnica, artística i pràctica.
La definició de Leon Battista Alberti (1404-1472), un homo universalis del Renaixement italià ha esdevingut un clàssic 
| «                                                            | llatí Architectum ego hunc fore constituam qui certa admirabilique ratione et via tum mente animoque diffinire: tum et opere absolvere didicerit quecunque ex ponderum motu corporumque compactione et coagmentatione dignissimis hominum usibus bellissime commodentur: quae ut possit comprehensione et cognitione opus est rerum optimarum dignissimarum. Itaque huiusmodi erit architectus. | català Li dic arquitecte, a qui amb art i mètode segurs i meravellosos és capaç, tant amb pensament com amb invenció, d'idear i realitzar totalment totes aquelles obres que, mitjançant el moviment de grans pesos, i la conjunció i l'amuntegament de cossos, poden, amb la més gran bellesa, adequar-se als usos de la humanitat: i per poder fer-ho, ha de comprendre plenament les ciències més nobles i curioses. Aixì sera l'arquitecte. | » |
| — Leon Battista Alberti , De re aedificatoria 1485, pàgina 1 | | |   |

## Etimologia
El terme arquitecte prové del grec antic ἀρχιτέκτων (architècton), que vol dir empresari o la persona que dirigeix un treball, l'administrador d'un teatre, arquitecte, o literalment el primer dels obrers. El sentit estricte com a mestre d'obres de construcció data del segle xv.

## Activitats
El treball de l'arquitecte inclou les fases següents:
Avantprojecte: la primera fase, en què es plasma amb poques paraules la idea general de l'edificació en plans molt esquemàtics, però sense delimitar. Permet de reflectir gràficament les diverses zones pels seus usos, i la imatge global de l'edificació, segons els desitjos del propietari o promotor.
Projecte bàsic: reflecteix la concepció general de l'edifici: forma, funcions, distribució i sistema constructiu. Es plasma en dibuixos, models informàtics o maquetes, amb una memòria descriptiva i un pressupost general. Serveix per a consultar aspectes concrets de la seva idoneïtat urbanística en organismes oficials i sol·licitar llicències.
Projecte d'execució: és el conjunt de documents per a poder construir. Inclou els estudis tècnics d'estructures, instal·lacions, urbanització, etc. Sovint hi participen tècnics especialistes, com ara en climatització, domòtic, tècniques especials…. És un conjunt de plans tècnics, amb totes les precisions fins al darrere detall. Es complementa amb una memòria descrivint les solucions triades, el rigorós compliment de les normes urbanístiques i constructives (en formularis oficials), plecs de condicions i un pressupost detallat per capítols.
Direcció d'obra: l'arquitecte és l'agent que dirigeix el desenvolupament de l'obra en els aspectes tècnics, estètics, urbanístics i mediambientals, de conformitat amb el projecte que la defineix, la llicència d'edificació i altres autoritzacions preceptives i les condicions del contracte, amb l'objecte d'assegurar la seva adequació al fi proposat. A Catalunya aquesta tasca pot ser confiat a un arquitecte tècni, també anomenat aparellador o enginyer de l'edificació.
certificat oficial: A la fi de les obres, l'arquitecte emet un certificat, conjuntament amb el director d'execució material, acreditant que l'obra s'ha executat d'acord amb el projecte.

## Premis d'arquitectura
El premi més prestigiós en la vida d'un arquitecte és el Premi Pritzker, conegut com el «Premi Nobel de l'Arquitectura».